# 中華民國中央選舉委員會
中央選舉委員會（簡稱中選會）是中華民國全國選舉行政事務最高主管機關，為行政院轄屬的獨立機關。其亦負責管轄各地方選舉委員會。
過去的地方選舉委員會組織架構有臺北市選舉委員會、高雄市選舉委員會、臺灣省選舉委員會、福建省選舉委員會以及各縣市選委會；今地方選舉委員會有6個直轄市選委會與16個縣市選委會，各地方選委會主委通常由各地方正副首長或秘書長兼任；如臺北市由副市長兼任、臺南市由市政府秘書長兼任、花蓮縣由縣長兼任等。

## 歷史
- 1980年5月14日，總統令，制定公布《動員戡亂時期公職人員選舉罷免法》。1980年7月16日，行政院成立「中央選舉委員會」。
- 1996年3月23日，中華民國舉辦首次總統公民直選。
- 2004年3月20日，中華民國全國性公民投票首次舉辦，與第十一任總統副總統選舉同日同時舉行。
- 2008年3月1日，臺灣省選舉委員會與福建省選舉委員會裁撤。
- 2009年6月10日，總統令，制定公布《中央選舉委員會組織法》。
- 2010年3月2日，為配合12月25日新北市、臺中市、臺南市等新直轄市成立與高雄縣市合併，原臺北縣選舉委員會改制為新北市選舉委員會，原臺中縣／市、臺南縣／市及高雄縣／市選舉委員會合併改制為臺中市選舉委員會、臺南市選舉委員會及高雄市選舉委員會，主管直轄市市長、市議員選舉的選務工作。
- 2012年1月1日，配合行政院組織改造，中央選舉委員會及所屬機關更換機關代碼。
- 2014年4月29日，配合年底桃園縣升格直轄市桃園市，桃園縣選舉委員會舉行選舉委員會改制揭牌典禮。2014年5月2日，桃園縣選舉委員會正式改制為桃園市選舉委員會。[1]

## 選舉主要流程
- 發布選舉公告
- 受理候選人登記、資料查驗
- 公告、舉行候選人選舉號次抽籤
- 管理候選人競選活動
- 舉行公辦政見發表會
- 編製選舉人名冊並公開陳列供選民閱覽
- 印發選舉公報、投票通知單
- 投票、開票
- 正式公告當選人名單
- 致送當選人當選證書

## 委員
中央選舉委員會委員共九至十一人，並以其中一人為主委、一人為副主委。
主委、副主委及委員均由行政院院長提名，經立法院同意任命，任期四年，任滿得連任一次。
委員具同一黨籍者，不得超過全體委員總數三分之一；除主委和副主委外，其他委員均為無給職。
若委員有因罹病致無法執行職務、因案受羈押或經起訴、違法、廢弛職務或其他失職行為之情形，行政院院長得予免職。

### 歷任主任委員
法制化前
| 任別 | 肖像 | 姓名   | 黨籍       | 就職時間       | 卸任時間       | 備註                                          |
| ---- | ---- | ------ | ---------- | -------------- | -------------- | --------------------------------------------- |
| 1    |      | 邱創煥 | 中國國民黨 | 1980年7月16日  | 1981年12月1日  | 內政部部長兼任                                |
| 2    |      | 林洋港 | 中國國民黨 | 1981年12月1日  | 1984年6月1日   | 內政部部長兼任                                |
| 3    |      | 吳伯雄 | 中國國民黨 | 1984年6月1日   | 1988年7月22日  | 內政部部長兼任                                |
| 4    |      | 許水德 | 中國國民黨 | 1988年7月22日  | 1991年6月1日   | 內政部部長兼任                                |
| 5    |      | 吳伯雄 | 中國國民黨 | 1991年6月1日   | 1994年7月30日  | 內政部部長兼任（回任）                        |
| 6    |      | 黃石城 | 無黨籍     | 1994年7月30日  | 1995年6月16日  | 政務委員兼任                                  |
| 7    |      | 黃昆輝 | 中國國民黨 | 1995年6月16日  | 1996年6月10日  | 內政部部長兼任                                |
| 8    |      | 林豐正 | 中國國民黨 | 1996年6月10日  | 1997年5月15日  | 內政部部長兼任                                |
| 9    |      | 葉金鳳 | 中國國民黨 | 1997年5月15日  | 1998年2月5日   | 內政部部長兼任                                |
| 10   |      | 黃主文 | 中國國民黨 | 1998年2月5日   | 1999年12月17日 | 內政部部長兼任                                |
| 11   |      | 黃石城 | 無黨籍     | 1999年12月17日 | 2004年6月16日  | 政務委員兼任（回任）；2000年5月20日起改為專任 |
| 12   |      | 張政雄 | 無黨籍     | 2004年6月16日  | 2009年11月3日  | 專任                                          |

法制化後
| 任次 | 屆次 | 肖像          | 姓名   | 黨籍         | 就職時間       | 卸任時間       | 備註                                                            |
| ---- | ---- | ------------- | ------ | ------------ | -------------- | -------------- | --------------------------------------------------------------- |
| 1    | 1    |               | 賴浩敏 | 無黨籍       | 2009年11月4日  | 2010年10月12日 | 中途請辭，轉任司法院院長                                        |
| 代理 | 1    |               | 劉義周 | 無黨籍       | 2010年10月13日 | 2010年11月14日 | 副主任委員代理                                                  |
| 2    | 1    |               | 張博雅 | 無黨團結聯盟 | 2010年11月15日 | 2013年11月3日  |                                                                 |
| 代理 | 2    |               | 林慈玲 | 無黨籍       | 2013年11月4日  | 2013年12月3日  | 立法院未及時完成行使人事同意權，由剩餘5位委員推舉產生           |
| 3    | 2    |               | 張博雅 | 無黨團結聯盟 | 2013年12月4日  | 2014年7月31日  | 中途請辭，轉任監察院院長                                        |
| 代理 | 2    |               | 劉義周 | 無黨籍       | 2014年8月1日   | 2015年1月28日  | 副主任委員代理（第二次）                                        |
| 4    | 2    | 2015年1月29日 | 劉義周 | 無黨籍       | 2017年11月3日  |                |                                                                 |
| 代理 | 3    |               | 林慈玲 | 無黨籍       | 2017年11月4日  | 2017年11月20日 | 立法院未及時完成行使人事同意權，由剩餘5位委員推舉產生（第二次） |
| 5    | 3    |               | 陳英鈐 | 無黨籍       | 2017年11月21日 | 2018年12月3日  | 任內因2018年中華民國全國性公民投票選務辦理不當，自行請辭        |
| 代理 | 3    |               | 陳朝建 | 無黨籍       | 2018年12月3日  | 2019年6月2日   | 副主任委員代理                                                  |
| 6    | 3    |               | 李進勇 | 無黨籍       | 2019年6月3日   | 2021年11月3日  | 原為 民主進步黨籍，在任內期間註銷                               |
| 6    | 4    | 2021年11月4日 | 李進勇 | 無黨籍       | 現任           |                | 原為 民主進步黨籍，在任內期間註銷                               |

### 歷任委員
粗體為連任
| 第1任                                                                    |
| ------------------------------------------------------------------------ |
| 劉宗德、潘維大、陳國祥、蔡麗雪、簡太郎、郭昱瑩、段重民、柴松林、紀鎮南   |
| 第2任                                                                    |
| 劉宗德、潘維大、陳國祥、蔡麗雪、郭昱瑩、段重民、柴松林、林慈玲、陳文生   |
| 第3任                                                                    |
| 劉宗德、潘維大、陳國祥、郭昱瑩、段重民、柴松林、林慈玲、張瓊玲、劉嘉薇   |
| 第4任                                                                    |
| 劉宗德、潘維大、陳國祥、張瓊玲、劉嘉薇、林慈玲、林偕得、江大樹、張淑中   |
| 第5任                                                                    |
| 蔡佳泓、許惠峰、林瓊珠、黃秀端、邱昌嶽、陳月端、林超琦、蒙志成、陳恩民   |
| 第6任                                                                    |
| 王韻茹、 許雅芬、許惠峰、黃秀端、邱昌嶽、陳月端、林超琦、蒙志成、陳恩民  |
| 第7任                                                                    |
| 王韻茹、許雅芬、許惠峰、黃秀端、陳月端、蒙志成、陳恩民、 吳容輝、 游清鑫 |

## 組織

### 行政部門
- 綜合規劃處
- 選務處
- 法政處
- 秘書室
- 人事室
- 主計室
- 政風室

### 地方選舉委員會
| 選舉委員會網站   | 地 址                            | 電 話            | 傳 真         |
| ---------------- | -------------------------------- | ---------------- | ------------- |
| 中央選舉委員會   | 臺北市中正區徐州路5號10樓        | (02)2356-5484    | (02)2397-6898 |
| 臺北市選舉委員會 | 臺北市信義區福德街86號12樓       | (02)2723-3372    | (02)2723-3419 |
| 新北市選舉委員會 | 新北市中和區光環路2段21號        | (02)8221-1688    | (02)8221-6838 |
| 桃園市選舉委員會 | 桃園市桃園區成功路3段115巷100號  | (03)337-4628     | (03)336-6126  |
| 臺中市選舉委員會 | 臺中市西區自由路1段150號8樓      | (04)2224-5080    | (04)2225-3318 |
| 臺南市選舉委員會 | 臺南市安平區建平九街1號          | (06)298-2100     | (06)298-2482  |
| 高雄市選舉委員會 | 高雄市鳳山區光復路2段186-1號     | (07)799-9388     | (07)799-1266  |
| 宜蘭縣選舉委員會 | 宜蘭縣宜蘭市縣政北路3號2樓       | (03)925-4124     | (03)925-3526  |
| 新竹縣選舉委員會 | 新竹縣竹北市光明五街65號         | (03)551-9036     | (03)551-9039  |
| 苗栗縣選舉委員會 | 苗栗縣苗栗市豐年路15號           | (037)274-228     | (037)274-288  |
| 南投縣選舉委員會 | 南投縣南投市中興路669號6樓       | (049)222-2915    | (049)222-2914 |
| 彰化縣選舉委員會 | 彰化縣彰化市中興路100號7樓       | (04)724-8214     | (04)723-7512  |
| 雲林縣選舉委員會 | 雲林縣斗六市府文路20號           | (05)532-1143     | (05)533-1230  |
| 嘉義縣選舉委員會 | 嘉義縣朴子市祥和二路西段2-1號3樓 | (05)362-0166     | (05)362-0164  |
| 屏東縣選舉委員會 | 屏東縣屏東市太原一路36號         | (08)734-1440     | (08)732-3308  |
| 臺東縣選舉委員會 | 臺東縣臺東市中山路296巷2號6樓    | (089)337-885     | (089)345-240  |
| 花蓮縣選舉委員會 | 花蓮縣花蓮市介壽五街2之2         | (03)823-3425     | (03)822-8962  |
| 澎湖縣選舉委員會 | 澎湖縣馬公市中正路113號          | (06)927-7166     | (06)927-9597  |
| 基隆市選舉委員會 | 基隆市仁愛區仁一路263號1樓       | (02)2421-4646    | (02)2421-4643 |
| 新竹市選舉委員會 | 新竹市北區西濱路1段440號         | (03)536-7228     | (03)536-7855  |
| 嘉義市選舉委員會 | 嘉義市東區博東路333號            | (05)275-4633     | (05)275-4623  |
| 金門縣選舉委員會 | 金門縣金城鎮民生路60號           | (082)322-190     | (082)321-499  |
| 連江縣選舉委員會 | 連江縣南竿鄉介壽村76號           | (0836)22-551轉13 | (0836)22-209  |

## 職掌
- 選舉、罷免、公民投票事務之綜合規劃。
- 選舉、罷免、公民投票事務之辦理及指揮監督。
- 選舉區劃分之規劃辦理。
- 選舉、罷免、公民投票監察事務之處理。
- 政黨及候選人競選費用之補貼。
- 選舉、罷免、公民投票相關選務事項法規之擬訂、修正及廢止之擬議。
- 其他有關選舉、罷免、公民投票事項。

## 外部連結
- （繁體中文）中央選舉委員會（页面存档备份，存于）
- （繁體中文）中央選舉委員會選舉資料庫（页面存档备份，存于）
- 中央選舉委員會的Facebook專頁
- YouTube上的中央選舉委員會頻道